# Andris Piebalgs
Andris Piebalgs (Valmiera, 17 de setembre de 1957) és un polític letó, que actualment ocupa el càrrec de Comissari Europeu de Desenvolupament. Prèviament ja havia ocupat el càrrec de Comissari Europeu d'Energia.
Va néixer el 17 de setembre de 1957 a la ciutat de Valmiera, població situada al comtat de Valmieras. Va estudiar magisteri a la Universitat de Letònia de Riga, esdevenint posterior professor d'ensenyament primari.
Membre del partit liberal Via Letona (LC), amb la independència del seu país respecte a l'URSS fou nomenat Ministre d'Educació l'any 1990 pel primer ministre de Letònia Ivars Godmanis, càrrec que ocupà fins al 1993. Amb l'ascens el 1993 del nou primer ministre Valdis Birkavs, del seu propi partit, fou nomenat Ministre de Finances, càrrec que ocupà també sota la presidència de Māris Gailis fins al 1995.
Aquell any fou nomenat ambaixador a Estònia i posteriorment l'any 1998 ambaixador davant la Unió Europea, esdevenint un dels principals responsables de les relacions bilaterals per l'entrada del seu país en la UE. L'any 2004 fou nomenat membre de la Comissió Barroso, en substitució d'Ingrida Udre que no rebé l'aval del Parlament Europeu per esdevenir Comissària Europea de Fiscalitat i Unió Aduanera. Com a membre d'aquesta Comissió fou nomenat Comissari Europeu d'Energia, cartera inicialment destinada a l'hongarès László Kovács però que el Parlament Europeu no veié amb bons ulls que en fos el titular.